# Dariusz Styczeń
Dariusz "Yanuary" Styczeń (ur. 21 września 1981 w Krakowie) – polski muzyk, kompozytor, producent i promotor muzyczny. 

## Życiorys
Założyciel i główny kompozytor grupy muzycznej Thy Disease oraz współtwórca zespołów Crionics i Anal Stench. W latach 1994–1995 członek zespołu Sceptic. Od 2007 roku członek formacji Sane.
Naczelny agencji koncertowej Creative Music, którą powołał w 2005 roku i zorganizował z nią na przestrzeni pięciu lat kilkadziesiąt koncertów w Polsce, a także poza jej granicami. Od 2006 roku zajmuje również stanowisko akustyka frontowego. Styczeń nagłaśniał koncerty takich zespołów jak: Armagedon, Crionics, Darzamat, Hate, Thy Disease, Virgin Snatch oraz Vader. 
W 2009 roku wraz z Adamem Grzanką z kabaretu Formacja Chatelet i wokalistką Agnieszką Dyk z zespołu Brathanki skomponował i zarejestrował utwór upamiętniający 70. rocznicę wybuchu drugiej wojny światowej. Za warstwę liryczną utworu "Berlin Płonie" odpowiedzialny był Michał Zabłocki.
Muzyk gra na gitarach firmy Ibanez. Używa ponadto wzmacniaczy Randall i kolumn głośnikowych Randall.

## Dyskografia
| Virgin Snatch - S.U.C.K. (2003, Mystic Production, gościnnie) Anal Stench - Koprofag 997 (2002, wydanie własne) - Stench Like Six Demons (2003, Metal Mind Production) - Red Revolution (2004, Empire Records) | Crionics - Demo '98 (1998) - Neuthrone (2007, Candlelight Records, Empire Records) - N.O.I.R. (2010, MSR Productions) Sane - Sinus (2008, wydanie własne) |

## Wideografia
- Thy Disease - Extreme Obsession Live (2004, Metal Mind Productions)